# Pfarrkirche St. Paul ob Ferndorf

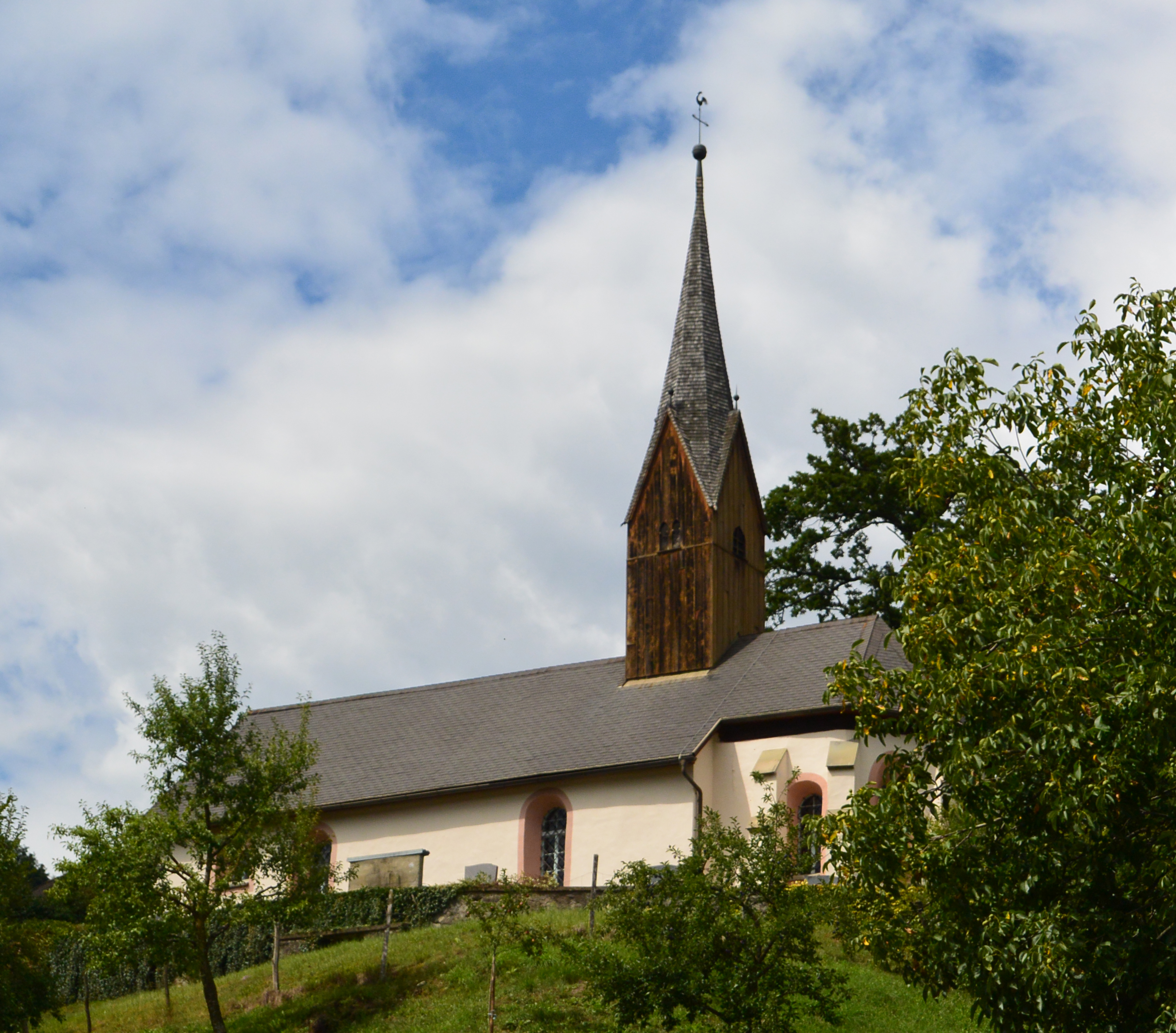
Katholische Pfarrkirche St. Paul ob Ferndorf

Die römisch-katholische Pfarrkirche St. Paul ob Ferndorf steht am Nordrand der Ortschaft St. Paul ob Ferndorf in der Gemeinde Ferndorf im Bezirk Villach-Land in Kärnten. Die dem Patrozinium des Heiligen Paulus von Tarsus unterstellte Kirche gehört zum Dekanat Spittal an der Drau in der Diözese Gurk-Klagenfurt. Die Kirche und der Friedhof stehen unter Denkmalschutz (Listeneintrag).

## Geschichte
Urkundlich wurde 1438 eine Kirche genannt. Der kleine Kirchenbau mit einem gotischen Chor aus dem 14. Jahrhundert hat ein barockes Langhaus aus dem 18. Jahrhundert. Restaurierungen waren 1802 und 1970/1971.

## Architektur
Das Kirchenäußere zeigt ein ungegliedertes schmales Langhaus mit einem eingezogenen Chor mit gestuften Strebepfeilern und nördlich am Chor einen Sakristeianbau. Der Chorschluss hat gotische spitzbogige Fenster, das Langhaus barocke Fenster. Der hölzerne Dachreiter trägt einen schindelgedeckten Spitzhelm.
Das Kircheninnere zeigt ein zweijochiges Langhaus unter einer neuen flachen Holzdecke. Die neue Westempore hat eine Betondecke und eine Holzbalustrade. Der Triumphbogen ist spitzbogig. Der einjochige Chor mit einem Fünfachtelschluss hat ein Kreuzrippengewölbe. Die Sakristei hat ein Kreuzgratgewölbe.
Die Wand- und Gewölbemalereien im Chor entstanden im Anfang des 14. Jahrhunderts und wurden 1970 freigelegt, sie zeigen im Chorschluss drei Apostelfiguren und darüber je zwei stehende Heilige. Im Gewölbe und in der Laibung des Triumphbogens zeigen sich dichte frühgotische Rankenmalerei und Ornamente.

## Einrichtung
Der Hochaltar mit gedrehten Säulen und Akanthusschmuck und einem Tabernakel trägt die Sitzfigur hl. Paulus aus dem Ende des 15. Jahrhunderts und im Aufsatz hl. Sebastian und Engelfiguren. Der linke Seitenaltar zeigt das Bild Verkündigung und im Aufsatz Geburt Christi. Der rechte Seitenaltar zeigt das Bild Mariä Krönung und im Aufsatz die Heiligen Georg und Florian.